# Alingsås
Alingsås je grad u jugozapadnoj Švedskoj u županiji Västra Götaland.

## Stanovništvo
Prema podacima o broju stanovnika iz 2005. godine u gradu Alingsåsu živi 22.919 stanovnika, dok je prosječna gustoća naseljenosti 1,962 stan./km2.

## Vanjske poveznice
- Službene stranice grada

### Ostali projekti
|  | Zajednički poslužitelj ima još gradiva o temi Alingsås |